# Guido Pontecorvo
Guido Pellegrino Arrigo Pontecorvo (29 novembre 1907, Pise - 25 septembre 1999, Saint-Luc Val d'Anniviers en Suisse) est un généticien britannique d'origine italienne.

## Carrière
Guido Pontecorvo est né dans une famille de riches industriels italiens. Il fuit en Grande-Bretagne après avoir été renvoyé de son poste à Florence en 1938, en raison de son héritage juif.
Pontecorvo est directeur honoraire de l’Unité MRC de génétique cellulaire (1966-1968) et membre du personnel de recherche de l'Imperial Cancer Research Fund (1968-1975). Il est élu membre de la Royal Society en 1955. 
Pontecorvo est le frère de Gillo Pontecorvo et de Bruno Pontecorvo ainsi que le petit-fils de Pellegrino Pontecorvo.